# Catocala greyi
Catocala greyi là một loài bướm đêm trong họ Erebidae.